# Chicotortrix zeteles
Chicotortrix zeteles är en fjärilsart som beskrevs av Józef Razowski 1987. Chicotortrix zeteles ingår i släktet Chicotortrix och familjen vecklare. Inga underarter finns listade i Catalogue of Life.